# Isla Cockburn
La isla Cockburn es una isla de 2,7 kilómetros de largo, situada frente a la costa oeste de la isla Marambio / Seymour, en la entrada noreste del estrecho Bouchard (o paso Almirantazgo) en la Antártida.
Posee una forma ovalada y consiste en una meseta alta con pendientes empinadas, coronada en el lado noroeste por un pico piramidal de 450 m de altura. Se encuentra a unos 9 km al este-sudeste del cabo Gage, extremo oriental de la isla James Ross.

## Historia y toponimia

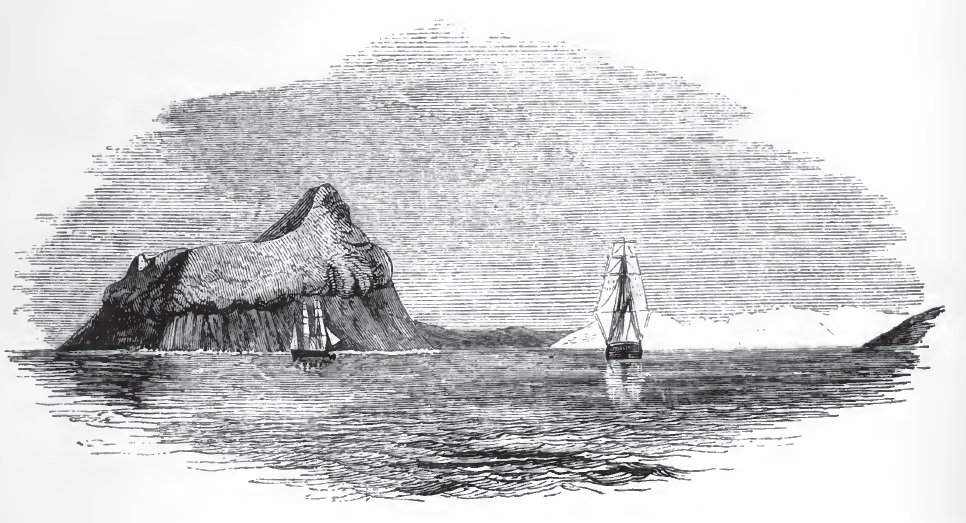
Dibujo de la isla en 1843 con el HMS Erebus y HMS Terror.

Fue descubierto por la expedición británica de James Clark Ross en 1843, quien lo nombró en honor al almirante George Cockburn, de la Marina Real británica, miembro del Parlamento Británico y Primer lord del Mar. Ross desembarcó en la isla y tomó posesión en nombre de la Reina Victoria del Reino Unido el 6 de enero de 1843.

## Geología
Geológicamente, el área conforma la Formación Isla Cockburn, que fue estudiada extensamente a fines de la década de 1990 por H. A. Jonkers del British Antarctic Survey. Las rocas encontradas en la isla son volcánicas, y la isla se caracteriza por sus acantilados escarpados. Se ha identificado un "conglomerado Pecten" del Plioceno tardío o del Pleistoceno temprano en la isla, situado en una plataforma cortada por ondas a 220-250 metros.

## Fauna

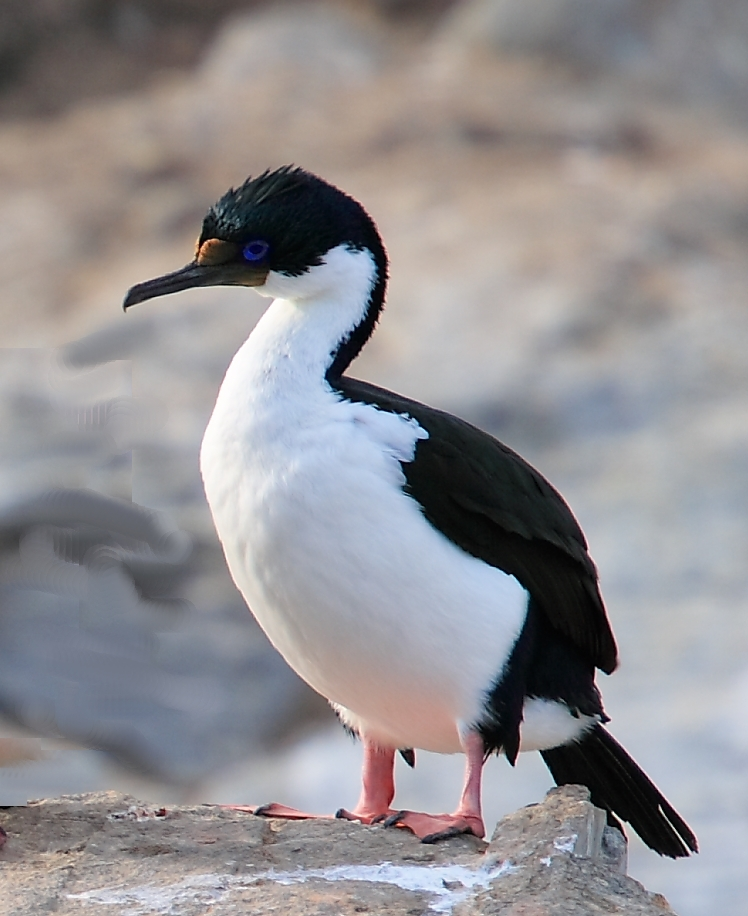
Cormorán imperial.

La isla ha sido identificada como área importante para la conservación de las aves por BirdLife International porque posee una colonia de reproducción de aproximadamente 800 pares de cormoranes imperiales (Leucocarbo atriceps). Aunque se informó de una gran colonia de pingüinos adelaida (Pygoscelis adeliae) y nidos de petreles níveos (Pagodroma nivea) en la isla en 1901, no se sabe si continúan reproduciéndose allí. Joseph Dalton Hooker realizó una serie de colecciones botánicas en la isla en 1843.

## Reclamaciones territoriales
Argentina incluye a la isla en el departamento Antártida Argentina dentro de la provincia de Tierra del Fuego, Antártida e Islas del Atlántico Sur; para Chile forma parte de la comuna Antártica de la provincia Antártica Chilena dentro de la Región de Magallanes y de la Antártica Chilena; y para el Reino Unido integra el Territorio Antártico Británico. Las tres reclamaciones están sujetas a las disposiciones del Tratado Antártico.
Nomenclatura de los países reclamantes:
- Argentina: isla Cockburn[11][12]
- Chile: isla Cockburn[3]
- Reino Unido: Cockburn Island[4]